# Orthocentrus longicornis
Orthocentrus longicornis là một loài tò vò trong họ Ichneumonidae.